# Dziennik Związkowy
Dziennik Związkowy – najstarsza polskojęzyczna gazeta codzienna w USA. Powstała w styczniu roku 1908 jako organ Związku Narodowego Polskiego (ang. Polish National Alliance, w skr. PNA) i od tego czasu wychodzi nieprzerwanie, będąc tym samym najstarszą polskojęzyczną gazetą na świecie wydawaną bez przerwy. W latach 2004–2007 nakład gazety wynosił (w wydaniu weekendowym) około 40 tys. egzemplarzy, a objętość ponad 130 stron.
W grudniu 2009 zmieniono winietę tytułową gazety oraz zmniejszono format wydania codziennego. Wraz ze zmianą kroju pisma gazeta stała się nowocześniejsza. Od roku 2009 jest jedyną polskojęzyczną gazetą w metropolii chicagowskiej.
Gazeta rozprowadzana jest na terenie metropolii chicagowskiej oraz – w systemie subskrypcji – w całych Stanach Zjednoczonych. Nieliczne egzemplarze docierają również do Polski, m.in. do Kancelarii Sejmu, biblioteki Uniwersytetu Warszawskiego oraz niektórych klubów parlamentarnych i posłów Sejmu RP.

## Zespół redakcyjny
- p.o. redaktora naczelnego - Alicja Otap,

- Kierownik działu miejskiego: Grzegorz Dziedzic, Joanna Marszałek, Ewa Malcher. Sport: Dariusz Cisowski, Rafał Dubiel.

- Współpraca: Andrzej Heyduk, Andrzej Baraniak, Dorota Feluś, Anna Samoń, Dariusz Lachowski, Artur Partyka, Dariusz Piłka, Krzysztof Ksiag.

- Magazyn "Kalejdoskop": Alexander Bilik – redaktor naczelny, Dorota Feluś, Andrzej Heyduk, Izabela Sobczyk, Janusz Wróbel,

- Skład komputerowy/grafik: Monika Pawlak

## Historia
Podczas obrad XVII Sejmu Związkowego w Baltimore we wrześniu 1907 roku przegłosowana została ustawa o powołaniu do życia pisma codziennego o nazwie „Dziennik Związkowy”. Związek Narodowy Polski dysponował już swoim organem prasowym, tygodnikiem „Zgoda”, którego pierwszy numer ukazał się 23 listopada 1881 roku w Nowym Jorku (red. E. Odrowąż). Nowo powstający dziennik opierał się na bazie tego pisma.
W momencie, gdy ukazywał się pierwszy numer „Dziennika Związkowego”, w Chicaco wychodziły trzy inne polskojęzyczne pisma codzienne: „Dziennik Chicagoski” (pisownia oryginalna) wydawany przez oo. zmartwychwstańców, „Dziennik Ludowy”, organ Związku Socjalistów Polskich oraz „Dziennik Narodowy” wydawany przez niezależną spółkę z bankierem Janem Smulskim na czele.
Pierwszym redaktorem naczelnym mianowany został przez Sejm ówczesny redaktor „Zgody” Franciszek H. Jabłoński, z którym współpracowali historyk Tomasz Siemiradzki, Stanisław Orpiszewski, Kazimiera Walukiewiczówna i Stanisław Osada, autor pierwszej publikacji historycznej ZNP. Po śmierci Jabłońskiego (28 lutego 1908) stanowisko redaktora naczelnego obu pism związkowych objął prof. Siemiradzki, który jednak, na XIX Sejmie ZNP w St. Louis zrezygnował z pracy w dzienniku, pozostając nadal naczelnym „Zgody”, a jego miejsce zajął Orpiszewski, który piastował funkcję do roku 1920. Za jego czasów zespół redakcyjny tworzyli I. Osostowicz, H. Lokański, S. Loewenthal, J. Grabowski, W. Skwarczyński, H. Setmajer oraz Bernolak, Rakowiecki i Kasperek.
W roku 1920 gazetę objął redaktor Jan Przywara, a po nim, w 1928 r. Stanisław Zaklikiewicz, obecny w prasie polonijnej w Buffalo, Bostonie, Stevens Point, Toledo i Chicago.
Po XXVI Sejmie ZNP w 1931 roku w Scranton nastąpiła zmiana na stanowisku redaktora naczelnego dziennika. Został nim – znany z „Kuryera Polskiego” w Milwaukee i „Dziennika Narodowego” w Chicago – Karol Piątkiewicz, który piastował swą funkcję aż do roku 1967. W skład kierowanej przez niego redakcji wchodzili, m.in., działacz PPS Adam Olszewski, Helena Moll, Józef Wiewióra (podczas II wojny światowej wydawca pisma dla żołnierzy „The Tropical Tribune” w rejonie Pacyfiku), obrońca Lwowa i były adwokat Henryk Wajda, znawca kultury antycznej Julian Kuchajewski, czy przedwojenny dziennikarz „Kuriera Porannego” w Warszawie Wiesław Bieliński.
W styczniu 1968 naczelnym „Dziennika Związkowego” został Jan Krawiec, były żołnierz podziemia, więzień KL Auschwitz i Buchenwaldu, który kierował gazetą do stycznia 1985 roku, kiedy to jego miejsce zajęła pierwsza na tym stanowisku kobieta, Anna Rychlińska. W okresie sprawowania przez nią funkcji redaktora naczelnego dziennik wprowadził liczne zmiany, wzbogacając się o korespondencje z Polski, a także – po raz pierwszy w historii gazety – umieszczając w stopce redakcyjnej nazwiska członków zespołu.
Od 11 października 1989 do 30 września 2009 roku funkcję szefa redakcji pełnił absolwent KUL-u, Wojciech Białasiewicz.
15 stycznia 2008 gazeta uroczyście obchodziła setną rocznicę powstania.
Od 1 października 2009 do 15 marca 2013 roku obowiązki redaktora naczelnego pełnił dziennikarz i historyk Piotr K. Domaradzki.

## Profil
Gazeta nastawiona jest przede wszystkim na lokalnego, polskojęzycznego odbiorcę w metropolii chicagowskiej. Informuje więc o sprawach dotyczących Polaków w USA, wydarzeniach w środowisku polonijnym, w Chicago, stanie Illinois, USA oraz w Polsce i na świecie. „Dziennik Związkowy” zamieszcza obszerne fotoreportaże z wydarzeń polonijnych w Wietrznym Mieście. Bogato przedstawiana jest działalność kulturalna Polaków i Polonii na terenie metropolii.